# Friedrich Lieb
Friedrich Lieb ist ein deutscher Orgelbauer in Bietigheim-Bissingen.

## Leben
Friedrich Lieb absolvierte seine Ausbildung und Gesellenzeit bei der Firma Richard Rensch Orgelbau in Lauffen/Neckar. Anschließend arbeitete er als Angestellter bei der Firma Orgelbau Sandtner in Dillingen/Donau. Zwei Jahre arbeitete er auch in der Cembalo- und Klavierbaufirma William Jürgenson in Lauffen/Neckar, wo er sich im Instrumentenbau von Orgeln und weiteren Tasteninstrumenten wie z. B. Cembali, Clavichorden und Hammerflügeln weiterbildete.
1986 legte Lieb seine Meisterprüfung ab und war anschließend in einer Werkstattgemeinschaft mit William Jürgenson selbstständig tätig. 1995 zog Lieb in seine eigene Werkstatt nach Bietigheim-Bissingen, welche sich in einem ausgebauten ehemaligen Bauernhof am Ortsrand von Bietigheim befindet. Seit 1998 ist Friedrich Lieb geprüfter Restaurator im Orgel- und Harmoniumbauerhandwerk und seit 2000 ehrenamtlicher Beisitzer im Meisterprüfungsausschuss der Orgelbauer an der Oscar-Walcker Schule in Ludwigsburg.
2003 übernahm Lieb die Stimm- und Wartungsverträge des Orgelbauers Peter Plum aus Marbach/Neckar. Im September 2005 wurde er in den Fortbildungsprüfungsausschuss „Restaurator im Orgelbauhandwerk“ berufen.
Von Anfang an widmete sich Friedrich Lieb intensiv dem Bau von Truhenorgeln, die in diversen Ensembles, Hochschulen sowie der Frauenkirche in Dresden ihren Platz gefunden haben. Seit seiner Tätigkeit in der Cembalo- und Klavierbaufirma setzte er sich auch mit der Klangkombination Cembalo und Orgel auseinander, dem sogenannten Claviorganum. Hieraus ergab sich unter anderem eine langjährige Zusammenarbeit bei Konzerten und CD-Aufnahmen mit dem Festspielhaus Baden-Baden, der Bachakademie Stuttgart, den Ludwigsburger Schlossfestspielen, den Schwetzinger Festspielen und dem Musikpodium Stuttgart unter der Leitung von Frieder Bernius. 
Beim Bau von Kirchenorgeln orientiert sich die Werkstatt Lieb an der süddeutschen Orgelbautradition. Konzeption und Konstruktion richten sich nach optimalen klanglichen und technischen Ergebnissen. Bei Restaurierungen ist das Ziel, die vorhandene Substanz zu bewahren im Hinblick auf ein zuverlässiges und spielbares Instrument. Ein Beispiel dafür ist die Restaurierung der ältesten Orgel Württembergs, eines Kabinett-Schranks mit Orgelwerk von 1580, für das Württembergische Landesmuseum.

## Werkliste (Auswahl)
| Jahr | Ort                       | Gebäude                                   | Bild | Manuale     | Register | Bemerkungen |
| ---- | ------------------------- | ----------------------------------------- | ---- | ----------- | -------- | ----------- |
| 1990 | Oberlenningen             | Aussegnungshalle                          |      | I/P         | 9        |             |
| 1993 | Oberbettringen            | Gemeindezentrum Arche                     |      | I/P         | 8        |             |
| 1995 | Oberdigisheim             | Johanneskirche                            |      | I/P         | 14       | → Orgel     |
| 1996 | Hochwang                  | Evangelische Kirche                       |      | II/P        | 13       |             |
| 1997 | Tübingen                  | Evangelisch-methodistische Friedenskirche |      | II/P        | 13       | → Orgel     |
| 1999 | Gomaringen                | Evangelisch-methodistische Kirche         |      | II/P        | 15       |             |
| 2000 | Mannheim-Vogelstang       | Evang. Gemeindezentrum                    |      | II/P        | 19       |             |
| 2001 | Calw-Heumaden             | Evangelische Kirche                       |      | II/P        | 14       |             |
| 2002 | Erlangen                  | Orangerie (Institut für Kirchenmusik)     |      | II/P        | 14       | → Orgel     |
| 2006 | Stuttgart-Hedelfingen     | Alte Kirche                               |      | II/P        | 14       | → Orgel     |
| 2008 | Esslingen-Sankt Bernhardt | St. Bernhardt                             |      | II/P        | 13       | → Orgel     |
| 2016 | Marbach/Neckar            | Stadtkirche                               |      | II/P        | 17       | → Orgel     |
| 2018 | Ludwigsburg               | Stadtkirche                               |      | I (Positiv) | 4        | → Orgel     |